# Filip Číhal
Filip Číhal (8. března 1981 – 5. března 1998 Kladno) byl český hokejový obránce SK Jihlava.
Filip Číhal patřil do širšího kádru dorostenecké reprezentace. Působil v klubu SK Jihlava na postu obránce.

## Úmrtí
Tři dny před sedmnáctými narozeninami nastoupil za domovský klub k utkání prvního kola play off extraligy dorostu na ledě Kladna. Domácí klub získal rozhodující náskok pěti gólů, který již hosté nemohli dohnat. Tři minuty před koncem utkání Jihlava hrála přesilovku, když Filip Číhal bez cizího zavinění upadl na hranici útočného a středního pásma. První pomoc poskytl lékař domácího mužstva, srdeční činnost se ovšem nepodařilo obnovit ani přivolané záchranné službě. Příčina úmrtí zůstala nejasná, zdravotní stav hráče byl podle předchozích prohlídek dobrý.
Spoluhráči se po dohodě s prezidentem klubu Ivanem Padělkem rozhodli nenastoupit k odvetnému zápasu. Trenér Jan Hrbatý i po deseti letech označil úmrtí za nejhorší zážitek spojený s hokejem, když musel jako první osobně o úmrtí informovat rodiče.